# Rozchod (Glee)
Rozchod (v anglickém originále The Break-Up) je čtvrtá epizoda čtvrté série amerického hudebního televizního seriálu Glee a v celkovém pořadí sedmdesátá epizoda tohoto seriálu. Napsal ji Ryan Murphy, režíroval Alfonso Gomez-Rejon, poprvé se vysílala ve Spojených státech dne 4. října 2012 a obsahuje rozchod nejméně jednoho ze seriálových nejdéle zavedených párů a vztahy dalších párů jsou testovány podle vzdálenosti a dalších faktorů.

## Příběh
V New Yorku se Rachel Berry (Lea Michele) znovu setkává se svým bývalým snoubencem Finnem Hudsonem (Cory Monteith), který byl vyhozen z armády. Rachel ho provází po Newyorské akademii dramatických umění (NYADA), což způsobí Finnovi, že se cítí, jako by tam vůbec nepatřil. Mezitím v Limě v Ohiu se Blaine Anderson (Darren Criss) cítí zanedbávaný svým přítelem Kurtem Hummelem (Chris Colfer), který je zaneprázdněný prací ve Vogue.com a podvede ho. Finn a Blaine zpívají "Barely Breathing" od Duncana Sheika a Blaine, který se cítí provinile, se rozhodne překvapit Kurta tím, že ho v New Yorku navštíví.
Finn, Rachel, Kurt a Blaine navštíví místní bar, kde se setkávají studenti NYADY a kde Finn narazí na Brodyho Westona (Dean Geyer). Finn je podezřívavý ohledně vztahu Brodyho a Rachel, a tak je podpoří, aby společně zpívali "Give Your Heart a Break" od Demi Lovato. Následuje je Blaine, který vystupuje s upřímnou akustickou verzí "Teenage Dream" od Katy Perry. Venku Finn a Kurt konfrontuje Rachel a Blaina a Rachel se přizná, že políbila Brodyho, zatímco Blaine se přizná, že Kurta podváděl, což vede oba páry, aby zpívaly "Don't Speak" od No Doubt, zatímco se vrací do Rachelina a Kurtova bytu.
Následující den Finn odjíždí bez toho, aby to řekl Rachel a vrací se do Limy, kde navštíví vedoucího sboru Willa Schuestera (Matthew Morrison) a v jeho přítomnosti začne plakat. Finn je představen novým členům New Directions a navrhuje, že by jako školní muzikál měli předvést Pomádu, což ohromí Willa. Will později sdělí své snoubence, školní výchovné poradkyni Emmě Pillsbury (Jayma Mays), že byl přijat k modrému panelu vlády, aby zlepšil celostátně učení umění, ale vyžaduje to, aby se na šest měsíců přestěhoval do Washingtonu. Emma se zdráhá opustit Limu na tak dlouhou dobu, aby doprovázela Willa a pohádají se, ale nerozejdou se.
Santana Lopez (Naya Rivera) navštěvuje svou přítelkyni Brittany Pierce (Heather Morris) a dozví se, že se přidala ke kroužku, který založila roztleskávačka Kitty (Becca Tobin), který je o přípravě na konec věta. Kittyin přítel Jake Puckerman (Jacob Artist), pozve Marley Rose (Melissa Benoist) na jednu ze schůzek, ale začne být zklamaný, když ho Kitty využije, aby mohla dělat škodolibé žerty na jednu ze členek. Jake se nakonec rozhodne s Kitty rozejít poté, co ji uvidí, jak ubližuje Marley, ale také ignoruje Marleyiny návrhy o schůzku.
Santana věnuje Brittany píseň "Mine" od Taylor Swift a s Brittany se shodují, že jejich vztah nefunguje. Navrhuje, ať mají otevřený vztah a řekne, že se doopravdy nerozešly, což nechá Brittany zničenou. Blaine se neustále pokouší kontaktovat Kurta, ten s ním ale nechce mluvit a stává se nejistým ohledně jejich vztahu.
Rachel, která letěla z New Yorku do Limy, konfrontuje Finna v posluchárně McKinleyovy střední školy, kde ho nazve nedospělým a zbabělcem za to, že se po několik měsíců skrýval. Řekne mu, že ho miluje, ale nemůže udržet jejich současných vztah a rozchází se s ním i přes Finnově tvrzení, že jí chtěl dát svobodu. Naposledy ho políbí a odchází. Poté, co odejde, Finn zpívá "The Scientist" od Coldplay a představuje si, že to s ním zpívají i Rachel, Kurt, Blaine, Santana, Brittany, Will a Emma.

## Seznam písní
- "Barely Breathing"
- "Give Your Heart a Break"
- "Teenage Dream" (akustická verze)
- "Don't Speak"
- "Mine"
- "The Scientist"

## Obsazení
| Chris Colfer      | Kurt Hummel           |
| Darren Criss      | Blaine Anderson       |
| Jane Lynch        | Sue Sylvester         |
| Kevin McHale      | Artie Abrams          |
| Lea Michele       | Rachel Berry          |
| Cory Monteith     | Finn Hudson           |
| Heather Morris    | Brittany Pierce       |
| Matthew Morrison  | William Schuester     |
| Chord Overstreet  | Sam Evans             |
| Amber Riley       | Mercedes Jones        |
| Naya Rivera       | Santana Lopez         |
| Mark Salling      | Noah „Puck“ Puckerman |
| Harry Shum mladší | Mike Chang            |
| Jenna Ushkowitz   | Tina Cohen-Chang      |

## Natáčení
Vedlejší role, objevující se v této epizodě, jsou školní výchovná poradkyně Emma Pillsbury (Jayma Mays), členové sboru Joe Hart (Samuel Larsen), Wade "Unique" Adams (Alex Newell), Marley Rose (Melissa Benoist) a Jake Puckerman (Jacob Artist), roztleskávačka Kitty Wilde (Becca Tobin), student z NYADY Brody Weston (Dean Geyer) a zaměstnanec Vogue.com Chase Madison (Dan Domenech).
Šest písní z epizody bylo vydáno jako singly, včetně "Barely Breathing" od Duncana Sheika v podání Crisse a Monteitha; "Don't Speak" od No Doubt v podání Colfera, Crisse, Monteitha a Michele; "The Scientist" od Coldplay; "Give Your Heart a Break" od Demi Lovato v podání Michele a Geyera, "Mine" od Taylor Swift v podání Rivery a akustickou verzi "Teenage Dream" od Katy Perry v podání Crisse.
Scény z epizody se natáčely na lokacích v New Yorku o víkendu 11. a 12. srpna 2012, i včetně scény procházející parkem v písni "Don't Speak".
Ještě před vysíláním epizody, ji tvůrce seriálu Ryan Murphy označil slovy "nejlepší epizoda, jakou jsme kdy dělali".